# Ettringermühle
Die Einöde Ettringermühle ist ein Ortsteil der oberschwäbischen Gemeinde Ettringen im Landkreis Unterallgäu in Schwaben. Sie wird heute zumeist als Baindl-Hof bezeichnet.

## Geographie
Ettringermühle liegt am heutigen nordöstlichen Ortsrand des Hauptortes Ettringen und umfasst den Gebäudekomplex des „Baindl-Hofs“ mit der Adresse Kapellenstraße 26–32.

## Geschichte
Die Ettringermühle wird erstmals 1280 erwähnt und war damals noch weitab des Dorfes am Mühlbach. Als Müller sind 1628 ein Johann Heiß, später ein Caspar Kindler überliefert. Das Wasser erhielt die Mühle aus einem von der Wertach abgezweigten Bach. Im Zuge der Wertachbegradigung im 19. Jahrhundert wurde der Mühlbach-Kanal flussaufwärts verlängert und der noch heute bestehende Abzweig am oberen Wehr geschaffen. Zu Allerheiligen 1870 wurde das obere Wertachwehr, an dem der Mühlbach abzweigt, durch ein Hochwasser zerstört und erneuert.
Ein Brand im Jahr 1910 bedeutete das Ende der damaligen Mahlmühle. Der Besitzer Fackler errichtete noch 1910 mit einer Turbine an Stelle der Mühle das erste Ettringer Elektrizitätswerk, dessen Turbine noch immer in Betrieb ist. Der nach dem damaligen Mühlenbesitzer „Facklerhof“ genannte landwirtschaftliche Teil des Anwesens wurde 1913 verkauft. Im 20. Jahrhundert kaufte die Firma Lang Papier (Heute: UPM Ettringen) nach dem Tod des letzten Hofbesitzers Michael Baindl das Anwesen und nutzte es zeitweilig als Gästehaus.
Das etwa 250 Jahre alte Mühlengebäude wurde im Jahr 1980 abgebrochen.

### Sehenswürdigkeiten
Am Eingang des Baindl-Hofs steht die vermutlich um 1880 im neugotischen Stil erbaute Baindl-Kapelle. Die denkmalgeschützte, aber im Lauf der Jahre verwahrloste Kapelle wurde 2003 von der ansässigen Papierfabrik UPM Ettringen mit Unterstützung der Gemeinde und der Nachbarschaft wieder instand gesetzt und im August 2003 wieder kirchlich geweiht.